# Objętość wyrzutowa
Objętość wyrzutowa serca (ang. SV - stroke volume) - ilość krwi wtłaczanej przez jedną z komór serca do odpowiedniego zbiornika tętniczego w czasie pojedynczego skurczu serca. U dorosłego mężczyzny o masie 70 kg, w spoczynku, w pozycji leżącej, każda z komór tłoczy około 80 ml krwi w czasie jednego cyklu pracy serca. W końcu skurczu w każdej komorze pozostaje około 50 ml krwi, stanowiącej objętość krwi zalegającej. Zależna jest od wielu czynników:
- od siły skurczu mięśnia komór, która z kolei jest uwarunkowana: początkowym rozciągnięciem komórek mięśniowych (objętość krwi zalegającej), ciśnieniem panującym w zbiornikach tętniczych i transmiterami układu autonomicznego uwalnianymi z zakończeń nerwowych w mięśniu sercowym.
- od stopnia wypełnienia komór krwią w końcu rozkurczu